# Jägra

Jägra är en by i Malung-Sälens kommun, Dalarnas län, belägen nordväst om Malung, på sydsidan av Västerdalälven. Bebyggelsen i byn ingår i småorten Gärdås och Jägra.